# Joséphine-Ludmille Fouché
Pour les articles homonymes, voir Fouché.
Joséphine-Ludmille Fouché d'Otrante, née à Paris le 29 juin 1803 et morte le 30 décembre 1893, est la première fille et le cinquième enfant du régicide Joseph Fouché, anciennement créé duc d'Otrante et de l'Empire, ministre de la Police de Napoléon 1er, et de Bonne-Jeanne Coiquaud.

## Vie de famille et descendance
Joséphine-Ludmille Fouché d'Otrante se marie avec Adolphe de la Barthe, comte de Thermes.
Ils ont deux enfants :
- Paul de la Barthe de Thermes (1828-1853), vicomte de Thermes
- Isabelle de la Barthe de Thermes (1832-1894), mariée en 1856 avec le comte Henri de Castelbajac. Ensemble ils ont eu deux filles:
  - Pauline de Castelbajac (1857-1941), se marie avec le comte Émeric de Serre de Saint-Roman. Ils ont eu deux filles et sept garçons dont :
    - Pierre de Serre de Saint-Roman (1891-1927), aviateur ;
    - Madeleine de Serre de Saint-Roman (1883-1946), se marie en 1910 avec l'industriel bordelais Aurélien Coupérie (1877-1914), dont descendance
    - Isabelle de Serre de Saint-Roman, se marie avec le baron Jean de Sulzer-Wart, dont descendance

  - Henriette de Castelbajac (1867-1949), se marie en 1900 avec le professeur Édouard Jeanselme[2] (1858-1935), professeur de dermatologie, académicien et président de la Société française d'histoire de la médecine. Ils ont eu deux fils:
    - Paul Jeanselme (1901-1979) a eu une fille :  
      - Dr Martine Weeda-Jeanselme (3 Octobre 1932 - 30 Avril 2020), mariée et résidant à La Haye
        - Elle a eu 5 enfants.

    - Alfred Jeanselme (1905-1962).

Les descendants de Joséphine-Ludmille Fouché d'Otrante vivent aujourd'hui en France et aux Pays-Bas.

## Événements
Pendant le règne de Napoléon III, Joséphine-Ludmille ordonne la construction du tombeau-monument (Carré de Fouché) au cimetière national de Ferrières-en-Brie (Seine-et-Marne).
Par respect pour son père et son frère, elle a convenu que ses descendants devaient hériter de la propriété du Carré et de l'entretien connexe.
Paul Jeanselme a hérité du Carré de Fouché et de son entretien associé.
En 2012, Martine Weeda-Jeanselme a commencé avec ses fils le processus de restauration des Monuments Fouché à Ferrières-en-Brie.

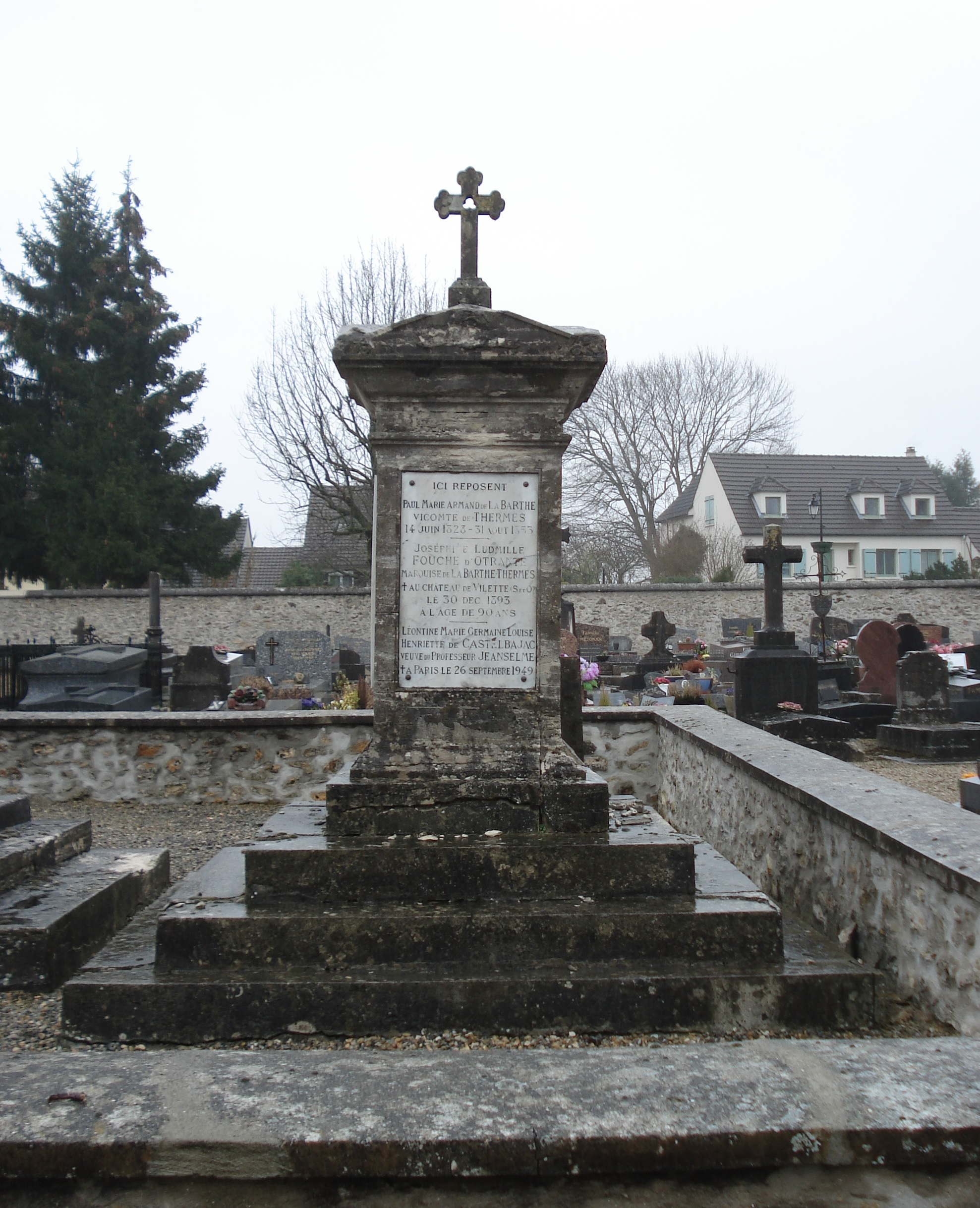
Monument de Joséphine Ludmille Fouché avant restauration
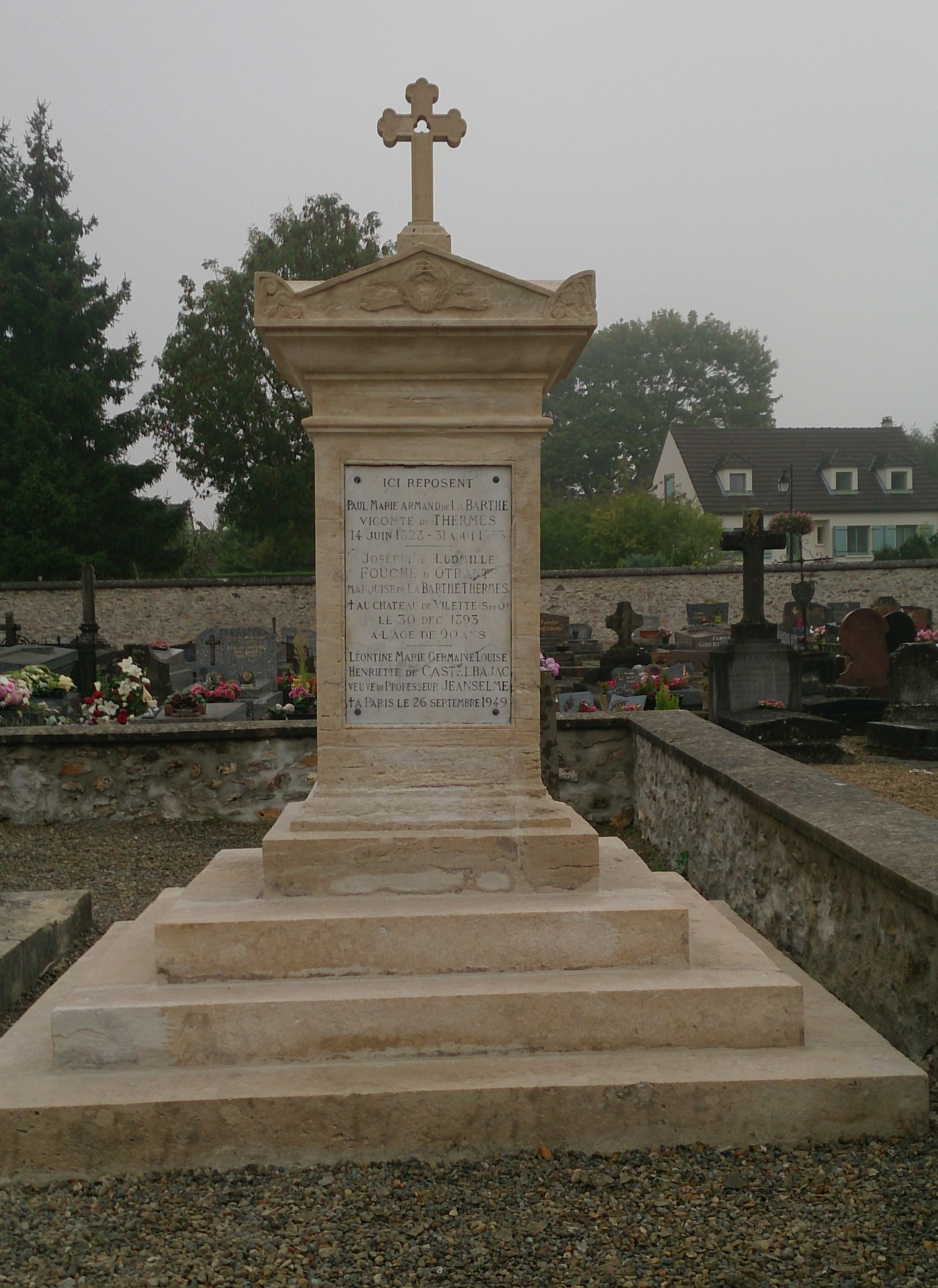
Monument de Joséphine Ludmille Fouché après restauration